# Sean Dougall
Pour les articles homonymes, voir Dougall.
Pas d'image ? Cliquez ici

a Compétitions nationales et continentales officielles uniquement.

b Matchs officiels uniquement.
Dernière mise à jour le 18 juillet 2021.
Sean Dougall, né le 28 octobre 1989 à Perth (Écosse), est un joueur de rugby à XV irlandais évoluant au poste de troisième ligne aile.

## Biographie

### Débuts (Ulster et Rotherham)
Sean Dougall est né le 28 octobre 1989 à Perth en Écosse. Après avoir évolué dans le club de Belfast du Malone RFC et joué dans les équipes jeunes de la province de l'Ulster Rugby. Il part alors en Angleterre chez les Rotherham Titans qui évoluent en deuxième division. Il étudie à ce moment à la Manchester Metropolitan University.

### Passage au Munster
En 2012, il revient en Irlande, dans la province du Munster avec qui il signe un contrat d'une durée de une saison. Il fait ses débuts en Pro12 à l'occasion d'une rencontre avec Édimbourg. Le 13 octobre, il fait ses débuts en coupe d'Europe face au Racing Metro 92 et profite de ce match pour inscrire son premier essai sous le maillot du Munster. En janvier 2013, il signe une prolongation de contrat de deux ans, le liant au club de Limerick jusqu'en juin 2015. En avril 2014, il profite de la blessure de l'international Tommy O'Donnell pour être titularisé à l'occasion de la demi-finale de coupe d'Europe face au RC Toulon (défaite 24-16).
En raison de la forte concurrence à ce poste dans l'équipe du Munster, Sean Dougall décide de s'engager avec la Section paloise, alors en que le club est un Pro D2 et en passe d'être promu en Top 14 la saison suivante. Il dispute cependant la finale du Pro12 2014-2015 face aux Glasgow Warriors en tant que remplaçant (défaite 31-13).

### Départ à Pau
Pour sa première saison à la Section paloise, le club parvient à se maintenir en Top 14 en terminant à la onzième place du classement. Sean Dougall aura disputé 17 matches de Top 14 pour 11 titularisations. En quatre saisons avec le club béarnais, il aura disputé 73 matches et inscrit 6 essais. À l'issue de la saison 2018-2019,en fin de contrat,  il n'est pas conservé par le club palois.

### Nouveau défi avec Valence Romans
Sean Dougall reste en France et rejoint le promu en Pro D2, Valence Romans Drôme rugby, en juin 2019. Après deux saisons en Pro D2, il a disputé 34 matches et inscrits 3 essais avec le club mais la descente du club en Nationale à l'issue de la saison 2020-2021 le pousse à quitter le club.

### Carrière d'entraîneur
Après sa retraite de joueur, Sean Dougall rejoint le Stade rochelais en tant que préparateur physique pour les équipes professionnelles et de jeunes pour la saison 2022-2023, sous la direction de son ancien coéquipier au Munster Ronan O'Gara.

## Palmarès
- Finaliste du Pro12 en 2015
- Demi-finaliste de la coupe d'Europe en 2014